# Formica querquetulana
Formica querquetulana är en myrart som beskrevs av Kennedy och Davis 1937. Formica querquetulana ingår i släktet Formica och familjen myror. Inga underarter finns listade i Catalogue of Life.

## Bildgalleri

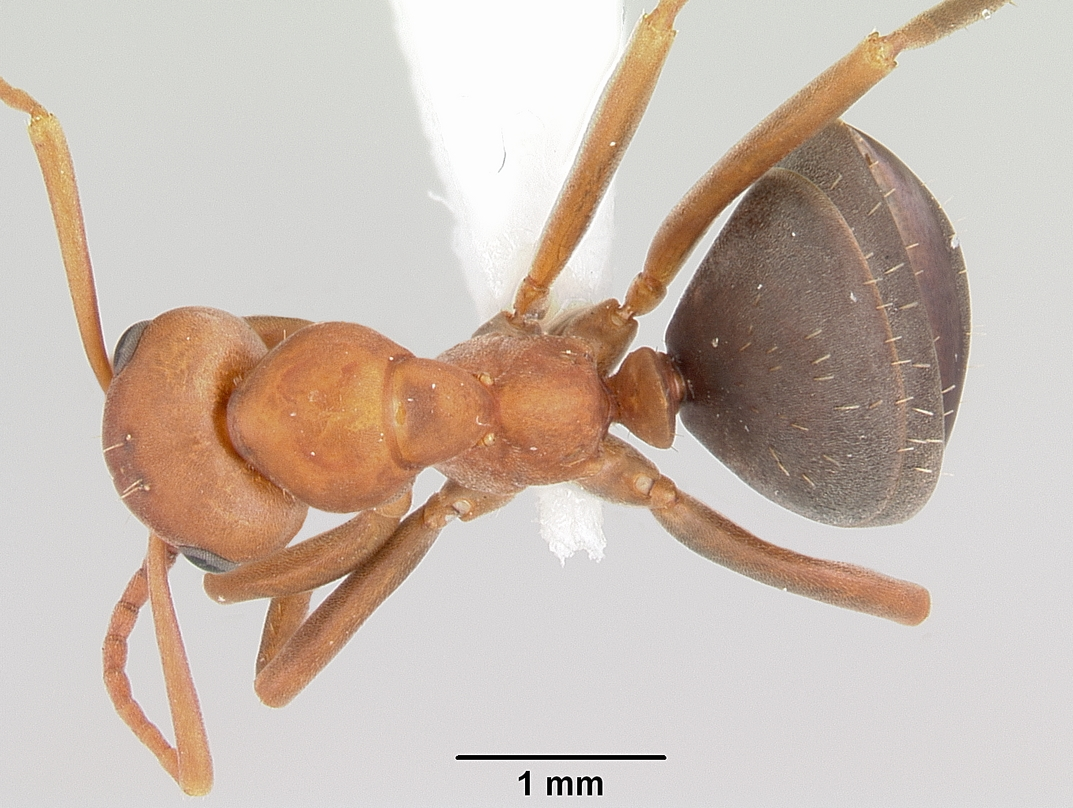
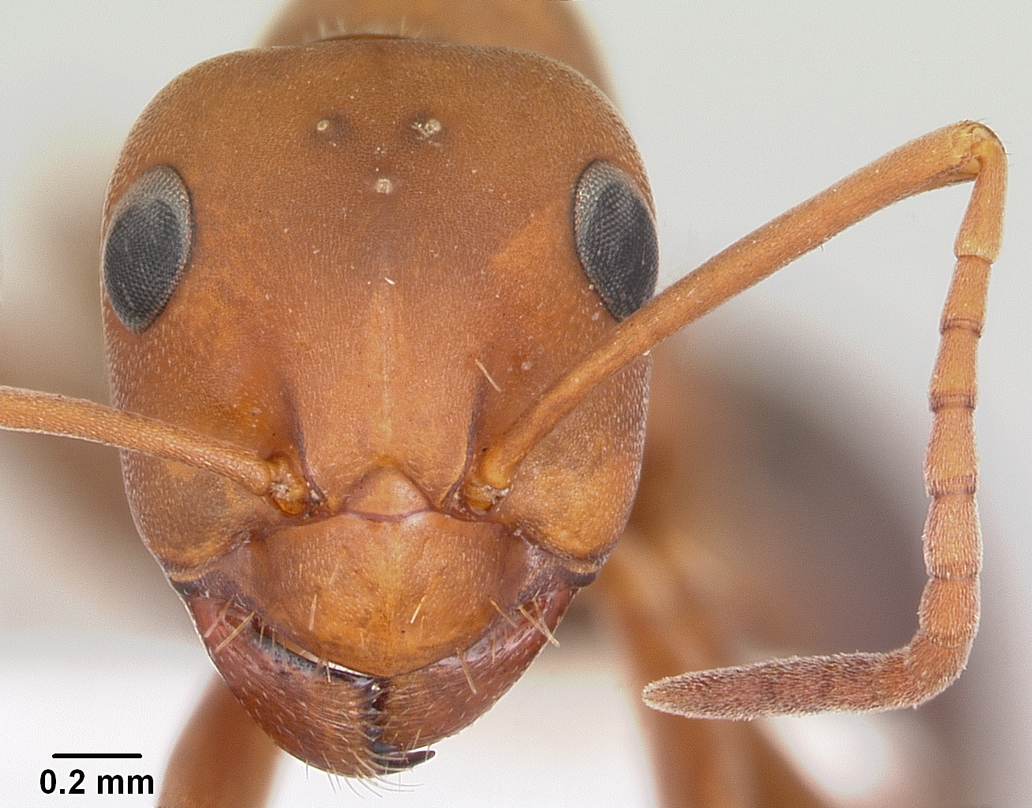
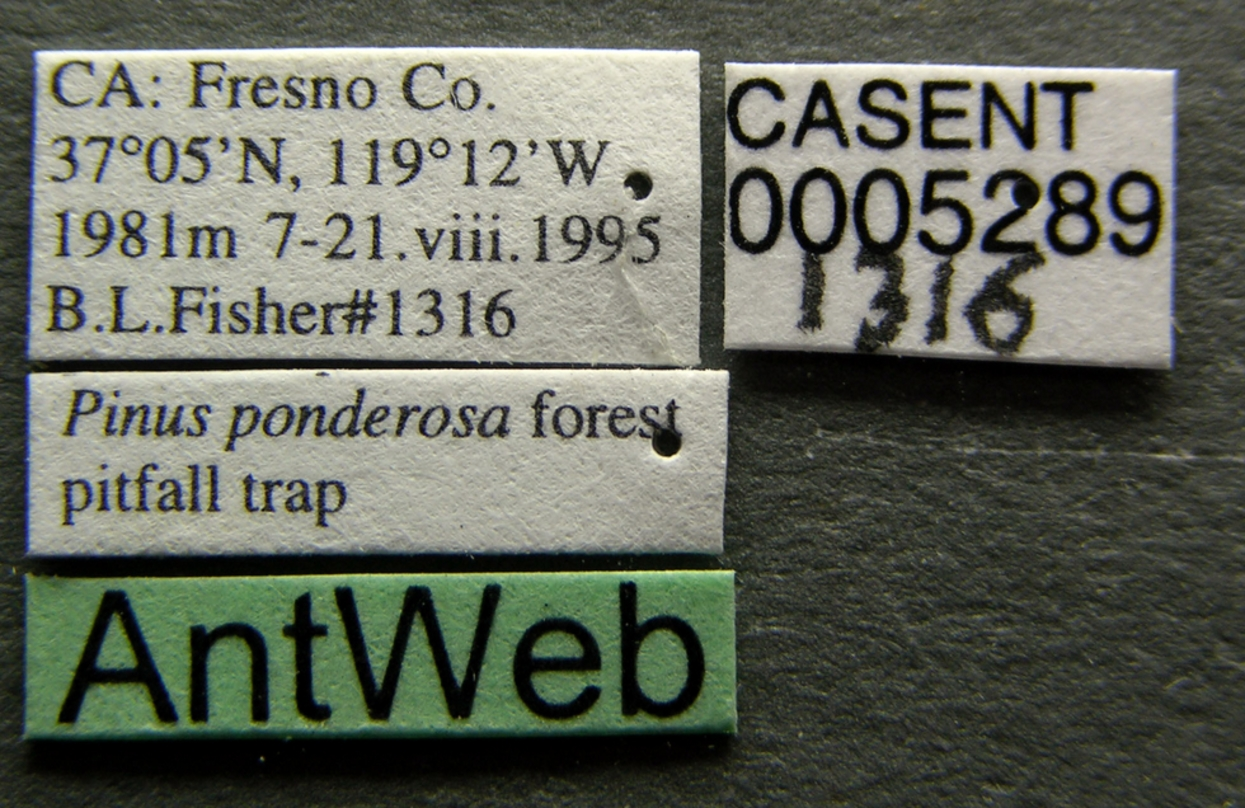
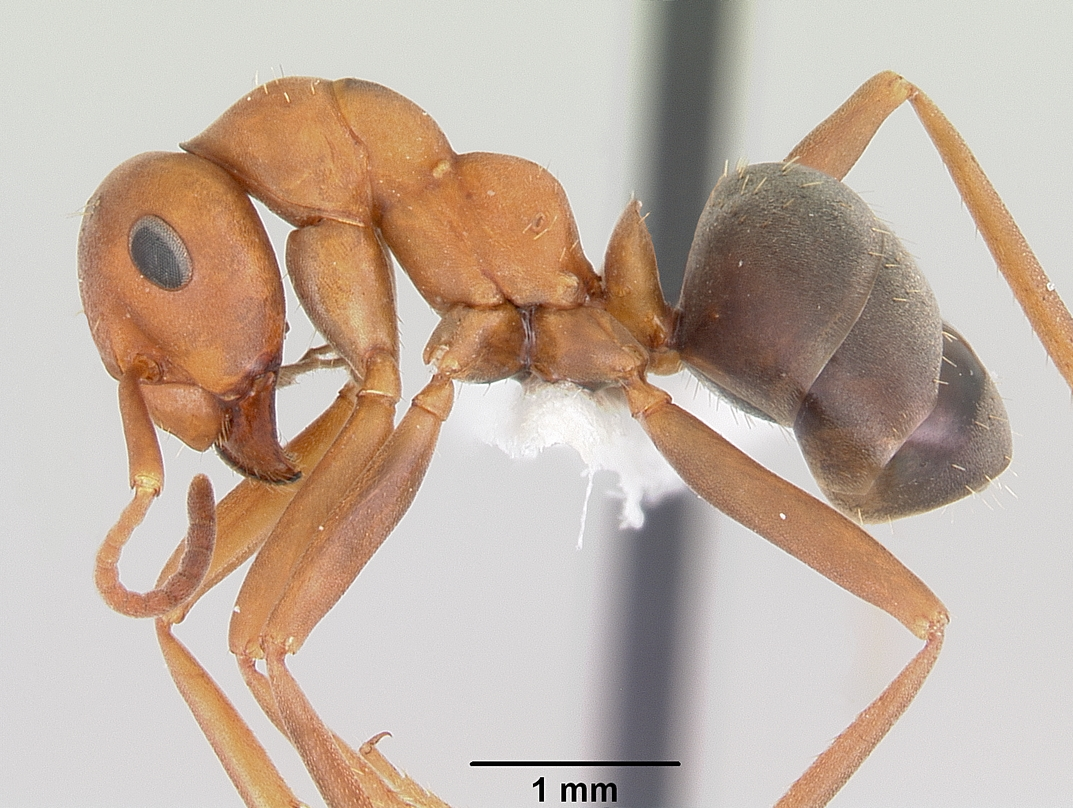
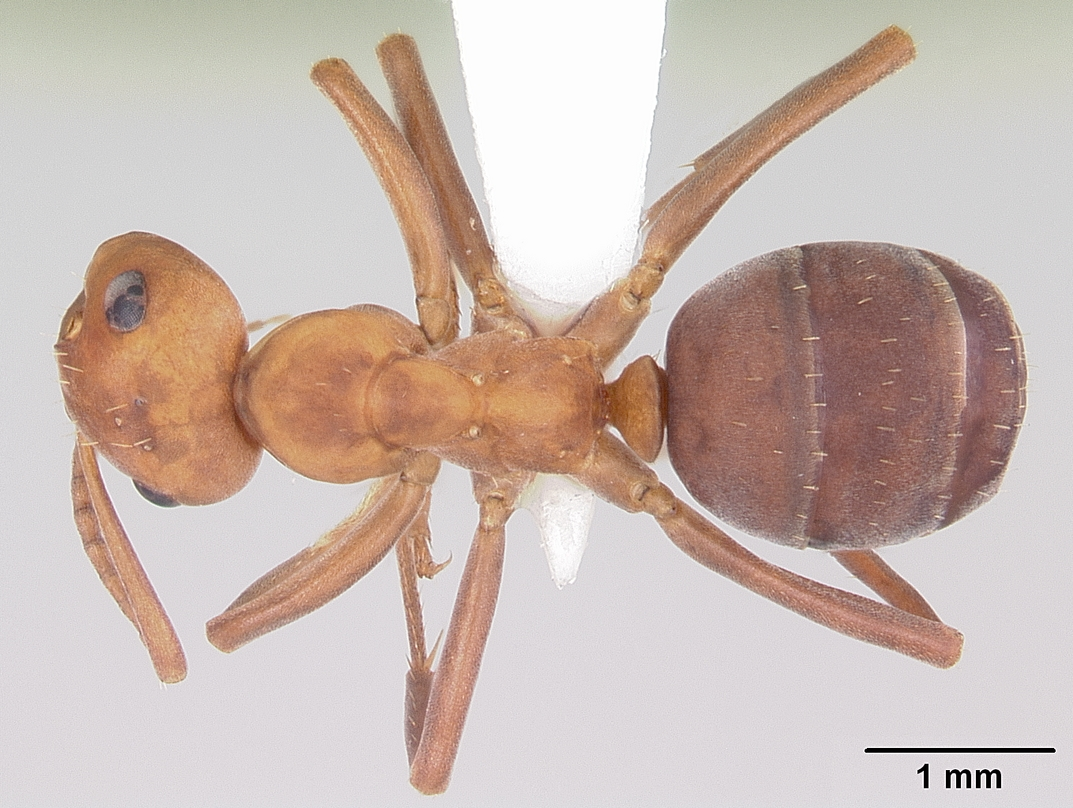
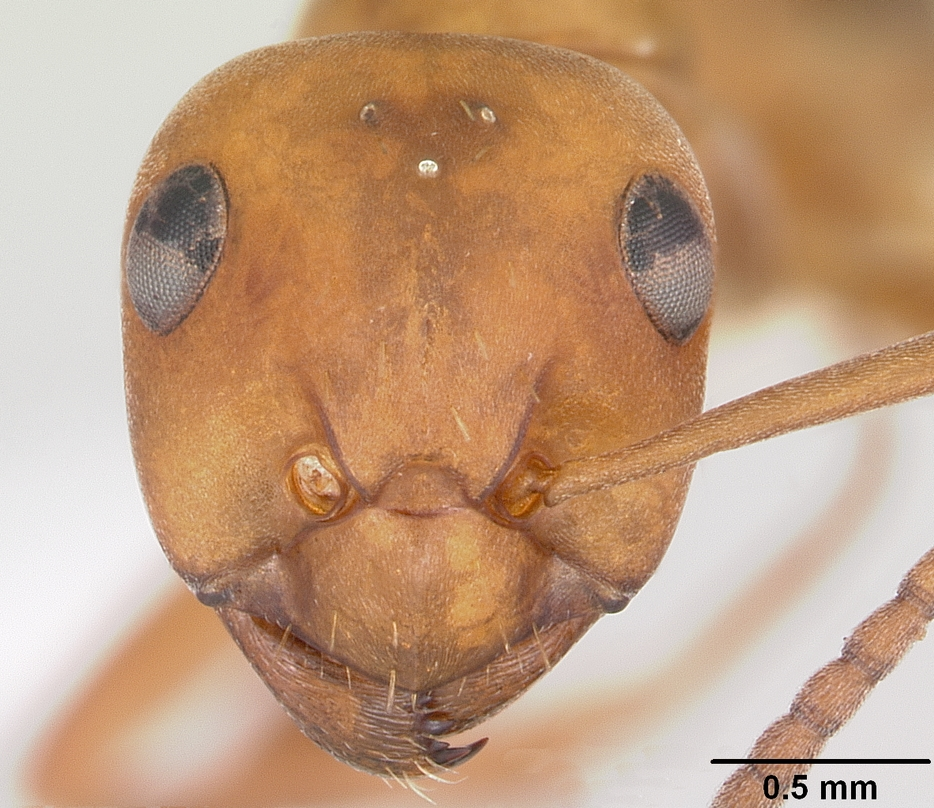